# Grande Prêmio de Mônaco de 1977
Resultados do Grande Prêmio de Mônaco de Fórmula 1 realizado em Montecarlo em 22 de maio de 1977. Sexta etapa da temporada, nele o sul-africano Jody Scheckter e a Wolf entraram à história ao marcarem a 100ª (centésima) vitória da Ford na categoria com seus motores Cosworth DFV. Ao seu lado no pódio estavam Niki Lauda e Carlos Reutemann, pilotos da Ferrari.

## Resumo
A Williams Grand Prix Engineering não participou desta corrida, não obstante sua estreia na prova anterior.

## Classificação da prova
| Pos. | Nº | Piloto             | Construtor         | Voltas | Tempo/Diferença        | Grid | Pontos |
| ---- | -- | ------------------ | ------------------ | ------ | ---------------------- | ---- | ------ |
| 1    | 20 | Jody Scheckter     | Wolf-Ford          | 76     | 1:57:52.77             | 2    | 9      |
| 2    | 11 | Niki Lauda         | Ferrari            | 76     | + 0.89                 | 6    | 6      |
| 3    | 12 | Carlos Reutemann   | Ferrari            | 76     | + 32.80                | 3    | 4      |
| 4    | 2  | Jochen Mass        | McLaren-Ford       | 76     | + 34.60                | 9    | 3      |
| 5    | 5  | Mario Andretti     | Lotus-Ford         | 76     | + 35.55                | 10   | 2      |
| 6    | 17 | Alan Jones         | Shadow-Ford        | 76     | + 36.61                | 11   | 1      |
| 7    | 26 | Jacques Laffite    | Ligier-Matra       | 76     | + 1:04.44              | 16   |        |
| 8    | 19 | Vittorio Brambilla | Surtees-Ford       | 76     | + 1:08.64              | 14   |        |
| 9    | 16 | Riccardo Patrese   | Shadow-Ford        | 75     | + 1 volta              | 15   |        |
| 10   | 22 | Jacky Ickx         | Ensign-Ford        | 75     | + 1 volta              | 17   |        |
| 11   | 34 | Jean-Pierre Jarier | Penske-Ford        | 74     | + 2 voltas             | 12   |        |
| 12   | 24 | Rupert Keegan      | Hesketh-Ford       | 73     | + 3 voltas             | 20   |        |
| Ret  | 6  | Gunnar Nilsson     | Lotus-Ford         | 51     | Câmbio                 | 13   |        |
| Ret  | 7  | John Watson        | Brabham-Alfa Romeo | 48     | Câmbio                 | 1    |        |
| Ret  | 4  | Patrick Depailler  | Tyrrell-Ford       | 46     | Câmbio                 | 8    |        |
| Ret  | 18 | Hans Binder        | Surtees-Ford       | 41     | Sistema de combustível | 19   |        |
| Ret  | 28 | Emerson Fittipaldi | Fittipaldi-Ford    | 37     | Motor                  | 18   |        |
| Ret  | 1  | James Hunt         | McLaren-Ford       | 25     | Motor                  | 7    |        |
| Ret  | 8  | Hans-Joachim Stuck | Brabham-Alfa Romeo | 19     | Pane elétrica          | 5    |        |
| Ret  | 3  | Ronnie Peterson    | Tyrrell-Ford       | 10     | Freios                 | 4    |        |
| DNQ  | 37 | Arturo Merzario    | March-Ford         |        |                        |      |        |
| DNQ  | 33 | Boy Hayje          | March-Ford         |        |                        |      |        |
| DNQ  | 25 | Harald Ertl        | Hesketh-Ford       |        |                        |      |        |
| DNQ  | 22 | Clay Regazzoni     | Ensign-Ford        |        |                        |      |        |
| DNQ  | 9  | Alex Dias Ribeiro  | March-Ford         |        |                        |      |        |
| DNQ  | 10 | Ian Scheckter      | March-Ford         |        |                        |      |        |

## Tabela do campeonato após a corrida
| Pos. | Piloto           | Pontos |
| ---- | ---------------- | ------ |
| 1    | Jody Scheckter   | 32     |
| 2    | Niki Lauda       | 25     |
| 3    | Carlos Reutemann | 23     |
| 4    | Mario Andretti   | 22     |
| 5    | James Hunt       | 9      |

| Pos. | Construtor         | Pontos |
| ---- | ------------------ | ------ |
| 1    | Ferrari            | 40     |
| 2    | Wolf-Ford          | 32     |
| 3    | Lotus-Ford         | 24     |
| 4    | McLaren-Ford       | 15     |
| 5    | Brabham-Alfa Romeo | 8      |

- Nota: Somente as primeiras cinco posições estão listadas. As dezessete etapas de 1977 foram divididas em um bloco de nove e outro de oito corridas onde cada piloto descartava um resultado por bloco e no mundial de construtores computava-se apenas o melhor resultado de cada equipe por prova.